# Gruppen Taller i Stockholm
Gruppen Taller i Stockholm var ett litterärt kollektiv eller en poetisk arbetsgrupp som grundades 1977 av poeterna Sergio Infante, Adrian Santini och Carlos Geywitz, där senare också poeten Sergio Badilla Castillo och prosaisten Edgardo Mardones ingick. Gruppen avslutade sin verksamhet i slutet av 1980-talet.

## Historia
Gruppen Taller i Stockholm fokuserade på att sprida den iberomanska litteraturen i Norden. Författaren Sun Axelsson stödde och gynnade gruppen under en väsentlig del av dess existens. Hon, som en av de främsta kännarna av Chiles litterära liv, presenterade 1991 elva moderna chilenska diktare, bland dem fyra medlemmar av Gruppen Taller: Infante, Badilla, Santini och Geywitz i antologin Bevingade Lejon, publicerad av  Bonniers Bokförlag.
Flera representativa verk av gruppens fem medlemmar skapades under denna period, som till exempel: Om Exilen (Sobre exilios) av Sergio Infante, Efter Kentauren (Después del centauro) av Adrián Santini, Vredens öga (El ojo de la ira) av Carlos Geywitz, Teckens boning (La morada del signo) av Sergio Badilla Castillo och Rödluvan i väntan på vargen (Caperucita esperando al lobo) av de Edgardo Mardones.